# Leonardo Moreno
Leonardo Fabio Moreno Cortés (Cali, 2 novembre 1973) è un ex calciatore colombiano, che giocava come attaccante.
È soprannominato El cantante per la quasi omonimia con il cantautore argentino Leonardo Favio.

## Carriera

### Club
Debuttò nell'América de Cali l'annata del titolo 1992 sotto la guida di Francisco Maturana; rimase al club solo fino all'anno seguente, quando passò un breve periodo al Belgrano di Córdoba, in Argentina. Lasciato l'estero, tornò e non se andò dalla patria fino al 2000, quando firmò un contratto con il Club América di Città del Messico. La società delle águilas lo fece giocare a sprazzi e la sua stagione migliore Moreno la visse con l'Atlético Celaya, con cui segnò 9 reti.
Nel 2003 tornò in Colombia, nell'América de Cali, in cui si affermò grazie al buon numero di gol, che gli permise anche di laurearsi capocannoniere del Torneo Finalización 2004 con Léider Preciado. Al fruttuoso periodo in patria ne seguì uno breve nuovamente in Argentina, stavolta al San Lorenzo, con cui riuscì a mettere a segno una sola marcatura. Tornò poi in Messico e provò esperienze ecuadoriane e uruguaiane, prima di stabilirsi in Colombia.

### Nazionale
Ha giocato con la selezione Under-20 della Colombia, prendendo parte al campionato del mondo Under-20 1993. Ha successivamente ottenuto due presenze in Nazionale maggiore, una nel 1997 e l'altra nel 2000.

## Palmarès

### Club

#### Competizioni nazionali
- Campionato colombiano: 5

América de Cali: 1992, 1996-1997, 2000
Atlético Nacional: 2005-I
Boyacá Chicó: 2008-I

#### Competizioni internazionali
- Coppa Merconorte: 1

America de Cali: 1999
- CONCACAF Giants Cup: 1

América: 2001

### Individuale
- Capocannoniere del Fútbol Profesional Colombiano: 1

Finalización 2004 (15 gol, condiviso con Léider Preciado)